# Hugh Carthy
Hugh Carthy (Fulwood, Preston, 9 de juliol de 1994) és un ciclista anglès, professional des del 2013 i actualment a l'equip EF Education-EasyPost. Del seu palmarès destaca el Tour de Corea de 2014, la Volta a Astúries de 2016. i sobretot una etapa a la Volta a Espanya de 2020, on també va ser el 3r classificat.

## Palmarès
- 2014
  - 1r al Tour de Corea i vencedor d'una etapa
- 2015
  - Vencedor de la classificació dels joves al Tour del Gavaudan Llenguadoc-Rosselló
- 2016
  - 1r a la Volta a Astúries i vencedor d'una etapa
  - Vencedor de la classificació dels joves a la Volta a Catalunya
- 2019
  - Vencedor d'una etapa a la Volta a Suïssa
- 2020
  - Vencedor d'una etapa a la Volta a Espanya
- 2021
  - Vencedor d'una etapa de la Volta a Burgos

### Resultats a la Volta a Espanya
- 2016. 125è de la classificació general
- 2019. Abandona (6a etapa)
- 2020. 3r de la classificació general. Vencedor d'una etapa
- 2021. Abandona (7a etapa)
- 2022. 25è de la classificació general
- 2023. 23è de la classificació general

### Resultats al Giro d'Itàlia
- 2017. 92è de la classificació general
- 2018. 77è de la classificació general
- 2019. 11è de la classificació general
- 2021. 8è de la classificació general
- 2022. 9è de la classificació general
- 2023. No surt (19a etapa)

### Resultats al Tour de França
- 2020. 37è de la classificació general